# Scuppernong River Bridge
 (novembre 2019).
Le Scuppernong River Bridge est un pont en treillis américain situé à Columbia, dans le comté de Tyrrell, en Caroline du Nord. Construit en 1926, ce pont routier franchit la Scuppernong. Il est inscrit au Registre national des lieux historiques depuis le 5 mars 1992.